# Mariana Mould de Pease
Mariana Mould Saravia de Pease (Lima, 11 de enero de 1943) es una historiadora e investigadora peruana. Fue una de las principales gestoras de la reclamación peruana que condujo a la devolución de las piezas de Machu Picchu por la Universidad de Yale.
Es viuda del historiador peruano Franklin Pease García Yrigoyen.
Entre las evidencias históricas Mould de Pease publicó los mapas de Machu Picchu que datan de 1870 y 1874.

## Biografía
Sus padres fueron Carlos Mould Tavara y Francisca Saravia.
Estudió Historia en la Pontificia Universidad Católica del Perú, en el cual obtuvo la licenciatura en Historia. 
Entre 1985 y 1990 fue profesora principal en la Universidad Femenina del Sagrado Corazón.
Es miembro del Instituto Riva Agüero de la Pontificia Universidad Católica del Perú, de la Comisión Episcopal para los Bienes Culturales de la Iglesia Católica.
Fue asesora de la Dirección Nacional del Instituto Nacional de Cultura del Perú.

## Obras

### Libros
- Machu Picchu: antes y después de Hiram Bingham: entre el saqueo de "antigüedades" y el estudio científico. Lima: Biblioteca del Centro de Estudios Históricos Luis E. Valcárcel, 2008.
- Machu Picchu y el código de ética de la Sociedad de Arqueología Americana: una invitación al diálogo intercultural. Cusco: Universidad Nacional San Antonio de Abad, 2003.
- Apuntes interculturales: conservación y uso de los bienes de la Iglesia Católica en el Perú. Lima: Pontificia Universidad Católica del Perú, 2002.
- Perú: viajeros de ayer, turistas de hoy. Lima: Salgado Editores, 1997.
- Ephrain George Squier y su visión del Perú. Lima, 1981.

### Artículos
- "Rememoraciones para la comprensión del "Dios Creador Andino" en el siglo XXI". Revista del Instituto Americano de Arte (20), pp. 229-38. Cuzco, 2016.
- "La propiedad de Machupicchu y unos aportes histórico-legales para su mejor comprensión en el siglo XXI". Tiempos (10), pp. 105-24. Lima, 2015.
- "Unas reflexiones testimoniales ante la publicación de "Los Incas en la Colonia. Estudios sobre los siglos XVI, XVII y XVIII" de Franklin Pease G.Y.". Tiempos (8), 43-84. 2013.
- "Al Obispado de Trujillo en sus 400 años: algunas consideraciones históricas y sobre sus documentos". Revista peruana de historia eclesiástica, pp 55-71. Lima, 2010.
- "La historia y la revisión de los robos sacrílegos y su comercialización ilícita". Alejandro Málaga Medina: homenaje (1935-1995), pp 249-264. Lima: Academia Peruana de Historia Eclesiástica, 2009.
- "Machu Picchu : maravilla cultural del mundo". Studium veritatis, pp. 299-312. Lima, 2007.
- "Machu Picchu y la ética de la arqueología". Crónicas urbanas (9), pp. 173-80. Cuzco, 2004.